# Trish Roberts
Patricia Ann Roberts, detta Trish (Monroe, 14 giugno 1955), è un'ex cestista e allenatrice di pallacanestro statunitense, medaglia d'argento alle olimpiadi del 1976.

## Carriera
Con gli Stati Uniti ha disputato i Giochi olimpici di Montréal 1976.